# Liga Mundial de Polo Aquático
A Liga Mundial de Polo Aquático (em inglês:  FINA Water Polo World League) começou em 2002 para aumentar a popularidade do polo aquático em todo o mundo que entrou recentes nos Jogos Olímpicos, especialmente na Europa, América do Norte e Austrália. A concorrência entre os melhores jogadores do mundo masculino iniciou-se em equipes nacionais em um formato de temporada com um prémio de meio milhão de dólares no campeonato.
A Federação Internacional de Natação (FINA) adicionou um campeonato para mulheres, em 2004, com base no interesse crescente no esporte, desde a introdução do polo aquático feminino para os Jogos Olímpicos em 2000.
Os locais de jogos têm requisitos de televisão para levar o esporte para o maior público possível. Mudanças nas regras foram feitas para oferecer um jogo mais espectacular e rendimento de maior pontuação. Partidas consistem em quatro tempos de nove minutos, com um prazo de dez minutos meia-break tempo. Em caso de empate os jogos são decididos por uma disputa de pênaltis imediata.

## Liga Mundial

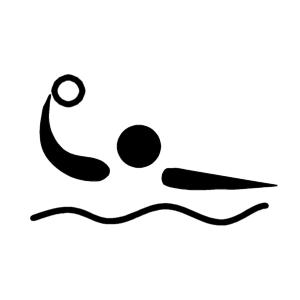
Pictograma do polo aquático.

A Liga Mundial começa em julho de cada ano, com uma fase preliminar do torneio duas para cada grupo, realizada em várias cidades. As três equipas vencedoras de cada grupo, em seguida, avançar para dois torneios semifinal (A vs B vs C e D), e em seguida, as três primeiras equipes classificadas em cada semifinal irá para a Super Final, em agosto. A equipe do país anfitrião vai as semifinais e finais automaticamente. Prêmio em dinheiro, totalizando 100.000 dólares é dado ao time que terminar em primeiro na Super Final. O segundo lugar recebe $ 70.000, e o terceiro lugar, recebe 50.000 dólares.

## Histórico

### Quadro de Medalhas do Mundial Masculino
| Ordem | País                 | Medalha de ouro | Medalha de prata | Medalha de bronze | Total |
| ----- | -------------------- | --------------- | ---------------- | ----------------- | ----- |
| 1     | Sérvia*              | 9               | 0                | 1                 | 11    |
| 2     | Hungria              | 2               | 5                | 1                 | 8     |
| 3     | Montenegro           | 2               | 1                | 2                 | 5     |
| 4     | Sérvia e Montenegro* | 2               | 1                | 0                 | 3     |
| 5     | Croácia              | 1               | 2                | 3                 | 6     |
| 6     | Rússia               | 1               | 0                | 0                 | 1     |
| 7     | Espanha              | 0               | 3                | 1                 | 4     |
| 7     | Itália               | 0               | 3                | 1                 | 4     |
| 9     | Estados Unidos       | 0               | 2                | 1                 | 3     |
| 10    | Grécia               | 0               | 0                | 3                 | 3     |
| 11    | Austrália            | 0               | 0                | 2                 | 2     |
| 12    | Alemanha             | 0               | 0                | 1                 | 1     |
| 13    | Brasil               | 0               | 0                | 1                 | 1     |

- Partidas jogadas como Sérvia e Montenegro estão separadas da Sérvia.

### Quadro de Medalhas do Mundial Feminino
| Ordem | País           | Medalha de ouro | Medalha de prata | Medalha de bronze | Total |
| ----- | -------------- | --------------- | ---------------- | ----------------- | ----- |
| 1     | Estados Unidos | 12              | 1                | 1                 | 14    |
| 2     | Rússia         | 1               | 2                | 3                 | 6     |
| 3     | Grécia         | 1               | 0                | 3                 | 4     |
| 4     | China          | 1               | 0                | 0                 | 1     |
| 5     | Austrália      | 0               | 4                | 6                 | 10    |
| 6     | Itália         | 0               | 3                | 1                 | 4     |
| 7     | Canadá         | 0               | 2                | 0                 | 2     |
| 8     | Países Baixos  | 0               | 1                | 1                 | 2     |
| 9     | Hungria        | 0               | 1                | 0                 | 1     |
| 9     | Espanha        | 0               | 1                | 0                 | 1     |